# Cristina Gallach Figueras
Cristina Gallach Figueras (Sant Quirze de Besora, 1 d'abril de 1960) és una periodista catalana. És l'única catalana que ha ocupat càrrecs de rellevància en les tres grans organitzacions internacionals: la UE, l'ONU i l'OTAN.
Va ser corresponsal de l'Agència EFE a Moscou i a Brussel·les. Durant més d'una dècada va ser cap de premsa de Javier Solana, primer quan era secretari general de l'OTAN i després com a Alt Representant de Política Exterior i Seguretat de la Unió Europea, fins a finals de 2009. Al desembre de 2014 va ser nomenada Secretària General Adjunta de les Nacions Unides per a Comunicació i Informació Publica. El 2018 va ser nomenada Alta Comissionada del govern espanyol per a l'Agenda 2030. Des de 2022 és la Comissionada per l'Aliança per la Nova Economia de la Llengua del Govern d'Espanya.

## Formació
Llicenciada en Periodisme per la Facultat de Ciències de la Informació de la Universitat Autònoma de Barcelona el 1982. També va estudiar el Primer cicle de Filologia Anglo-germànica a la mateixa universitat (1978-1981). El 1984 va obtenir una beca Fulbright per a relacions internacionals per cursar un màster de política internacional amb l'especialització en Diplomàcia, Seguretat i Defensa a la Universitat de Colúmbia, a Nova York.

## Trajectòria professional
Inicià la seva carrera professional el 1977 al diari regional El 9 Nou, del que va ser co-fundadora, redactora i directora adjunta. De setembre de 1982 a febrer de 1983 va treballar com a reportera de la secció política del diari El Noticiero Universal de Barcelona. Al març de 1983 s'incorporà als serveis informatius de TVE a Catalunya fins a agost de 1984, quan es desplaça als Estats Units en guanyar una beca Fulbright per a cursar els estudis de postgrau a la Universitat de Colúmbia. Des dels Estats Units va col·laborar com freelance amb Avui, Catalunya Ràdio i el setmanari El Món.
De 1986 a 1990 va treballar com a redactora d'El Periódico de Catalunya pel qual va cobrir com enviada especial diversos esdeveniments internacionals especialment a Europa central i de l'Est, entre ells els últims dies de Ceausescu a Romania i de la caiguda del Mur de Berlín (1989-1990). A l'abril 1990 va ser nomenada corresponsal a Moscou de l'Agència EFE, un període que va incloure el final de la Perestroika, la dissolució de la Unió Soviètica i el cop d'estat de 1991. L'octubre de 1992 es va traslladar a Brussel·les on va ocupar la corresponsalia europea de l'Agència EFE fins l'abril de 1996.
El maig de 1996 comença a treballar amb Javier Solana primer a l'OTAN, fins a octubre de 1999 com a Assessora de Comunicació i Portaveu adjunta del Secretari General de l'OTAN, un període especialment intens, que inclou la postguerra i el desplegament de l'OTAN a Bòsnia, la guerra de Kosovo, l'ampliació de l'Aliança Atlàntica i l'establiment de relacions amb Rússia. I posteriorment en el Consell de la Unió Europea, d'octubre de 1999 a novembre 2009 com a Cap de Divisió, Portaveu i Directora de Comunicació de l'Alt Representant de la Unió Europa per a la Política Exterior i de Seguretat Comuna (PESC).
De gener de 2010 a juny de 2010 va ser Portaveu del Govern Espanyol per a la Presidència del Consell de la Unió Europea. Responsable de la coordinació informativa i la divulgació de les activitats de la Presidència Espanyola a Brussel·les. Funcionària de la UE destacada en comissió de serveis per a la Presidència. El juliol de 2010 es va incorporar a l'equip de Direcció d'Informació i Comunicació del Consell de la Unió Europea.
El 4 de desembre de 2014 va ser nomenada Responsable de Comunicació de l'ONU pel Secretari General Ban Ki-moon, responsable de comunicació de l'organització substituint a l'austríac Peter Launsky-Tieffenthal. Posteriorment, el 2018 va ser nomenada Alta Comissionada del govern espanyol per a l'Agenda 2030, i el 2022 fou nomenada Comissionada per l'Aliança per la Nova Economia de la Llengua del Govern d'Espanya.
És membre la xarxa internacional Women in International Security (WiiS) (Dones en la Seguretat Internacional) una xarxa creada per promoure a les dones en els àmbits de seguretat i defensa i garantir que la perspectiva de gènere es mantingui en l'agenda política de la UE, l'OTAN i els seus estats membres.
Viu entre Madrid i Brussel·les. Està casada amb el periodista osonenc Jaume Masdéu i tenen un fill i una filla, adoptats a rússia.

## Premis i reconeixements
- 2009 — el diari Financial Times la va triar com una de les trenta persones més influents de les Institucions Europees.[13]
- 2010 — Premi ADICEC, concedit per l'Associació de Diplomats en Ciències Econòmiques de Catalunya, per la divulgació de les activitats de la UE.
- 2010 — Distinció per l'Institut Europeu de la Igualtat de Gènere (EIGE) com una de les 12 "dones que inspiren Europa".
- 2010 — Premi Ernest Udina, concedit per l'Associació de Periodistes Europeus de Catalunya (APEC), pels esforços en la promoció d'Europa en els mitjans de comunicació.[14]
- 2011 — Premi Javier Bueno per l'Associació de la Premsa de Madrid, concedit pel compromís professional
- 2016 — Premi Portaveu, comissió gabinets de premsa, Col·legi de Periodistes de Catalunya
- 2019 — Distinció de col·legiada d'honor del Col·legi d'Economistes de Catalunya[15]
- 2019 — Premi Equipara, El Periódico de Catalunya[16]
- 2022 — Doctora Honoris causa per la UAB[17]
- 2025 — Llista Forbes de les 100 dones més influents de Catalunya.[18]